# Diners Club Spain

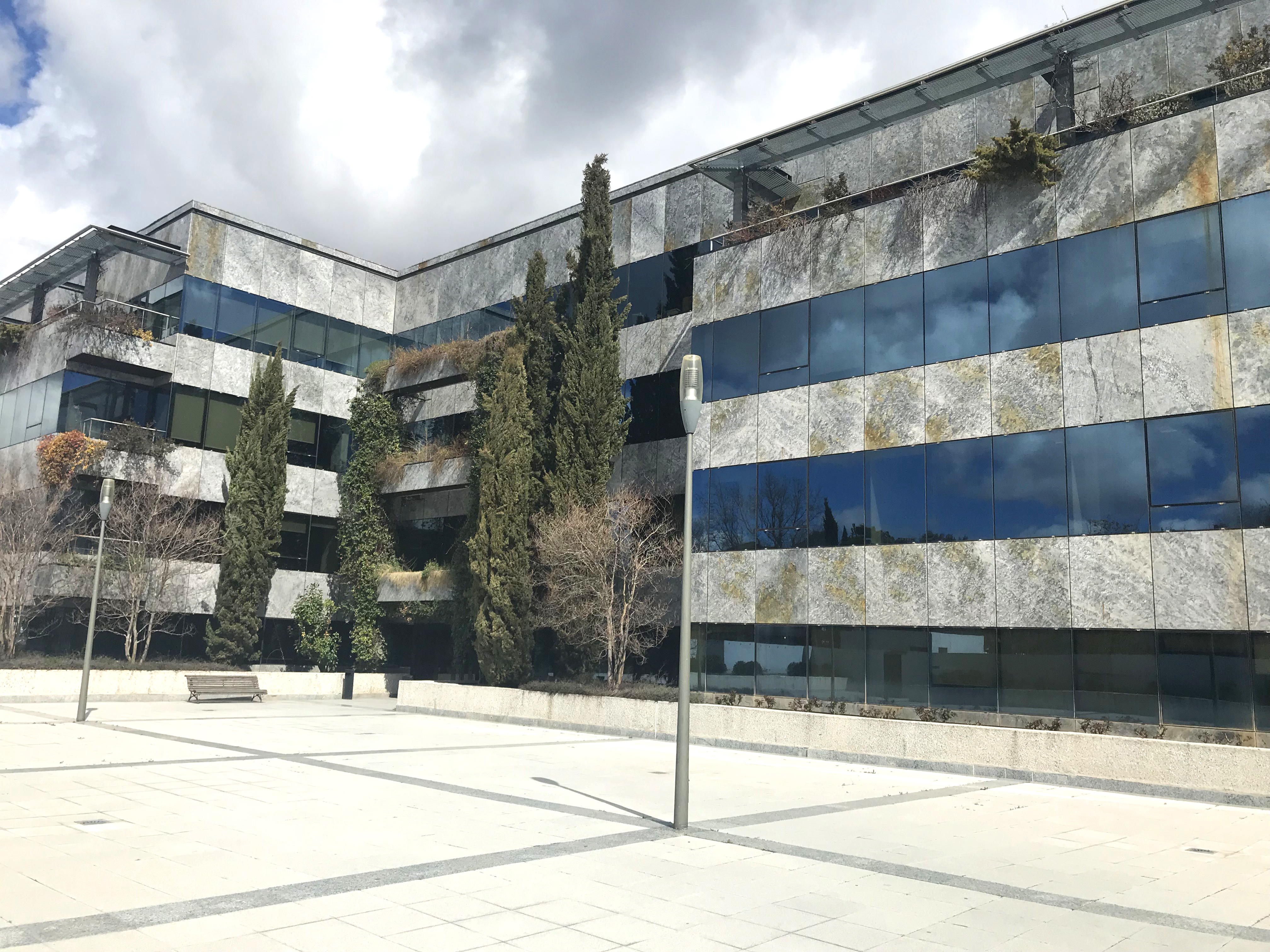
Sede Diners Club.

Diners Club Spain, es la franquicia en España de la marca DCI. En 2008, fue adquirida por Discover Financial Service. Se trata de una empresa de servicios financieros y seguros con sede en Madrid, España, que ofrece servicios de pago y gestión de viajes de empresas. Entre sus productos se encuentran Travel Account, Company Card, Corporate Card y Personal Card. Desde 2021 el Banco Santander cuenta con el 100% de las acciones, integrando así la empresa como una más de Grupo.

## Historia
El 31 de julio de 1954, como parte de la internacionalización de Diners Club, se constituyó la “Empresa de Colaboraciones Comerciales, S.A.”, conocida como “Diners Club Español” comenzando su andadura en el mercado español el 4 de octubre del mismo año. Los cuatro fundadores, un español y tres estadounidenses, tuvieron como meta abrir a España al mercado de las tarjetas de crédito. Como primer paso, la empresa se dedicó a adherir establecimientos a la red de aceptación de Diners Club para que los viajeros norteamericanos pudiesen utilizar su tarjeta como medio de pago en el país. En aquella época supuso un gran esfuerzo que las tiendas aceptasen las tarjetas de crédito, siendo el primer establecimiento adherido el Hotel Carlton del madrileño Paseo de las Delicias.
Como segundo paso el presidente de Diners Club en España, Antonio Bernabéu (hermano del presidente del Club de Fútbol Real Madrid, Santiago Bernabéu), recogió las mil firmas que necesitaba para iniciar las gestiones de autorización de emisión de la Tarjeta Diners Club por parte de la Dirección General de Seguridad. Tras lograrlo, ofreció la tarjeta a su familia y a sus amigos y logró captar los primeros socios. 
El tercer paso fue lograr que el Instituto Español de Moneda Extranjera autorizase el uso de la tarjeta Diners Club en España para viajar al extranjero, ya que el régimen recelaba de los movimientos de divisas. Como curiosidad, algunos de los socios fueron objeto de inspecciones por parte de Hacienda, ya que el hecho de utilizar la tarjeta en el extranjero les hacía sospechosos de evasión de divisas.
Al igual que en la matriz, las tarjetas en aquel momento eran de cartón e incluían un listado de los establecimientos que la admitían. El perfil del socio de Diners Club en aquellos años era el del hombre de negocios que, bien por motivos laborales, bien por ocio, realizaba frecuentes viajes al extranjero, por lo que este medio de pago resultó ser la forma más eficaz para desenvolverse, sin necesidad de llevar elevadas sumas de efectivo ni de realizar el entonces difícil cambio de divisas.
En 1965 Diners Club Español contaba ya con un millón de socios. En ese mismo año la empresa introdujo en el mercado la tramitación y gestión de estados de cuenta de forma automatizada para todos los titulares de tarjeta.
En el año 1967, la empresa incluyó un seguro de accidentes vinculado a la tarjeta. El seguro iba ligado al pago de billetes de avión u hoteles.
En 1975, se creó el primer programa de tarjetas para empresas y Diners Club Español modernizó el concepto de atención al cliente instalando un sistema informático que proporcionaba respuestas de voz a las preguntas de los socios sobre la validez de sus tarjetas. Contaba en este momento con más de 2 millones de socios.
En la década de los 80, Diners Club Español se consolidó en el sector de los viajes corporativos y, con el lanzamiento del producto Cuenta de Viaje (Travel Account) se convirtió en un producto de referencia para las empresas. A mediados de esta década, se vinculó por primera vez un programa de fidelización a la tarjeta, un Club Reward creado por Diners Club, con el que los socios acumulaban millas de vuelo por las compras realizadas con la tarjeta. Posteriormente, el programa "Global Club" permitió la obtención de títulos canjeables por billetes de avión, noches de hotel, estancias en paradores y alquileres de coches, entre otros.
En 1998 Diners Club Español fue una de las primeras empresas en lanzar un sistema informático que permitiese a sus clientes consultar en tiempo real el estado de cuenta, así como generar informes de gasto para su gestión.
En diciembre de 1999 Diners Club Español cambió su denominación social pasando a ser Diners Club Spain S.A, nombre que conserva hasta la actualidad.
2021 Desde el año 2008 el accionariado de la compañía perteneció en un 75% al Banco Santander y en un 25% a AirPlus. En julio de 2021 el Banco Santander adquirió el 100% de las acciones, incorporando así a Diners Club Spain como empresa propia en su tejido empresarial.
Actualmente el principal producto de Diners Club en España es la Travel Account, un medio de pago centralizado a nombre de la empresa y utilizado por la agencia de viajes de ésta para los pagos de los viajes de todos sus empleados. Este producto se ha consolidado como medio de pago de viajes de empresa,  superando su utilización en más del 50% de las empresas que cotizan en el IBEX-35.

## Productos financieros
Actualmente, Diners Club Spain cuenta con soluciones financieras de pagos y gestiones relacionadas con viajes de empresas.

### Travel Account
Este producto de Diners Club Spain permite pagar los gastos de viaje de empleados de forma centralizada. Este producto financiero consiste en una tarjeta de crédito virtual a nombre de una empresa, que ésta confiere a su agencia de viajes para el pago de sus viajes corporativos. Se trata de un producto flexible y adaptable a las necesidades de cada empresa. 
A través de esta Travel Account, cuenta de viajes corporativos, se podrán fijar los gastos de la empresa en una sola cuenta.

### Company Card
Diners Club Spain ofrece esta tarjeta a empresas para gastos de representación de sus empleados durante viajes corporativos de manera rápida y sencilla. Se trata de una tarjeta física a nombre del empleado y vinculada a una cuenta bancaria de la empresa. Al usar la Company Card, la empresa no tendrá que gestionar adelantos de fondos a sus viajeros, lo que permite controlar los gastos y evita que los empleados excedan los presupuestos establecidos.

### Corporate Card
Diners Club Spain cuenta con esta herramienta que permite transparencia y eficiencia de pagos relacionados con los gastos de viajes de negocios. 
Ofrece tarjetas de crédito corporativas que tienen como titular al empleado y se debitan de la cuenta bancaria del mismo empleado. A través de esta herramienta la empresa podrá garantizar que sus trabajadores tengan cubiertos sus gastos y reciban un servicio personalizado durante los viajes de negocios.